# Scotorepens orion
Scotorepens orion är en fladdermus i familjen läderlappar som förekommer i Australien. Den listades tidvis som synonym till Scotorepens balstoni och nyare taxonomiska avhandlingar godkänner den som art.
Arten har 34 till 39 mm långa underarmar och en vikt av 9 till 15 g. Den kännetecknas liksom andra släktmedlemmar av stora körtlar på varje sida av näsborrarna vad som ger nosen en bred form. Som andra fladdermöss i släktet Scotorepens har den bara två övre framtänder. Kroppen är täckt av intensiv mörkbrun päls.
Denna fladdermus har två från varandra skilda populationer, den första på sydöstra Kap Yorkhalvön och den andra ungefär från Brisbane till Melbourne längs Australiens östra kust. Scotorepens orion vistas i låglandet och i låga bergstrakter upp till 720 meter över havet. Den söker i olika slags skogar efter föda och den besöker även öppna landskap med några träd eller buskar.
Individerna vilar i trädens håligheter och under byggnadernas tak. Per kull föds en unge.
Scotorepens orion hotas i viss mån av skogsavverkningar och andra landskapsförändringar. IUCN listar arten på grund av det stora utbredningsområdet som livskraftig (LC).